# Filmografija Johna Forda

## Nijemi filmovi
| 1917. |                                |                                      |                 |                                       |                                                                     |
| 1     | Tornado                        | Universal Film Manufacturing Company | vestern         | John Ford i Jean Hathaway             | Fordov debitantski film koji se smatra izgubljenim                  |
| 2     | The Fighting Gringo            | Universal Film Manufacturing Company | vestern         | Harry Carey                           |                                                                     |
| 3     | The Trail of Hate              | Universal Film Manufacturing Company | drama           | John Ford                             | izgubljen                                                           |
| 4     | The Scrapper                   | Universal Film Manufacturing Company | vestern         | John Ford                             | izgubljen                                                           |
| 5     | Cheyenne's Pal                 | Universal Film Manufacturing Company | vestern         | Gertrude Astor i Harry Carey          | izgubljen                                                           |
| 6     | The Soul Herder                | Universal Film Manufacturing Company | vestern         | Harry Carey                           | izgubljen                                                           |
| 7     | Straight Shooting              | Universal Film Manufacturing Company | vestern         | Harry Carey                           | Ostaci filma nalaze se u muzeju George Eastman House                |
| 8     | The Secret Man                 | Universal Film Manufacturing Company | vestern         | Harry Carey                           | preživjele su dvije od pet rola filma                               |
| 9     | Označeni čovjek                | Universal Film Manufacturing Company | vestern         | Harry Carey i Molly Malone            | izgubljen                                                           |
| 10    | Bucking Broadway               | Universal Film Manufacturing Company | vestern         | Harry Carey i Molly Malone            | Smatrao se izgubljenim, ali je pronađen 2002.                       |
| 1918. |                                |                                      |                 |                                       |                                                                     |
| 11    | Fantomski jahači               | Universal Film Manufacturing Company | vestern         | Harry Carey and William Steele        | izgubljen                                                           |
| 12    | Divlje žene                    | Universal Film Manufacturing Company | vestern         | Harry Carey i Molly Malone            | izgubljen                                                           |
| 13    | Lopovsko zlato                 | Universal Film Manufacturing Company | vestern         | Harry Carey i Molly Malone            | izgubljen                                                           |
| 14    | The Scarlet Drop               | Universal Film Manufacturing Company | vestern         | Harry Carey i Molly Malone            | Postoji još samo 30 minuta materijala                               |
| 15    | Hell Bent                      | Universal Film Manufacturing Company | vestern         | Harry Carey i Duke R. Lee             | Postoji još jedan primjerak filma                                   |
| 16    | A Woman's Fool                 | Universal Film Manufacturing Company | vestern         | Harry Carey i Betty Schade            | izgubljen                                                           |
| 17    | Čežnja                         | Universal Film Manufacturing Company | drama           | Francis Ford                          | Izgubljeni film kojeg je režirao sa svojim bratom, Francisom Fordom |
| 18    | Three Mounted Men              | Universal Film Manufacturing Company | vestern         | Harry Carey                           | izgubljen                                                           |
| 1919. |                                |                                      |                 |                                       |                                                                     |
| 19    | Roped                          | Universal Film Manufacturing Company | vestern         | Harry Carey i Neva Gerber             | izgubljen                                                           |
| 20    | Borbena braća                  | Universal Film Manufacturing Company | vestern         | Pete Morrison i Hoot Gibson           | izgubljen                                                           |
| 21    | Borba za ljubav                | Universal Film Manufacturing Company | vestern         | Harry Carey                           | izgubljen                                                           |
| 22    | Konjokradice                   | Universal Film Manufacturing Company | vestern         | Pete Morrison i Hoot Gibson           |                                                                     |
| 23    | Bare Fists                     | Universal Film Manufacturing Company | vestern         | Harry Carey i Betty Schade            | izgubljen                                                           |
| 24    | Zakon oružja                   | Universal Film Manufacturing Company | vestern         | Pete Morrison i Hoot Gibson           |                                                                     |
| 25    | By Indian Post                 | Universal Film Manufacturing Company | vestern         | Pete Morrison i Duke R. Lee           | Postoji jedna od dvije role                                         |
| 26    | The Gun Packer                 | Universal Film Manufacturing Company | vestern         | Pete Morrison i Hoot Gibson           |                                                                     |
| 27    | Riders of Vengeance            | Universal Film Manufacturing Company | vestern         | Harry Carey i Seena Owen              | izgubljen                                                           |
| 28    | Posljednji odmetnik            | Universal Film Manufacturing Company | vestern         | Edgar Jones i Lucille Hutton          | Preostao dio filma                                                  |
| 29    | The Outcasts of Poker Flat     | Universal Film Manufacturing Company | vestern         | Harry Carey i Cullen Landis           | izgubljen                                                           |
| 30    | Ace of the Saddle              | Universal Film Manufacturing Company | vestern         | Harry Carey i Duke R. Lee             | izgubljen                                                           |
| 31    | Rider of the Law               | Universal Film Manufacturing Company | vestern         | Harry Carey i Vester Pegg             | izgubljen                                                           |
| 32    | A Gun Fightin' Gentleman       | Universal Film Manufacturing Company | vestern         | Harry Carey i J. Barney Sherry        | Djelomično izgubljen film - preostale 3 role                        |
| 33    | Označeni ljudi                 | Universal Film Manufacturing Company | vestern         | Harry Carey                           | Izgubljeni film i remake filma Tri kuma iz 1916.                    |
| 1920. |                                |                                      |                 |                                       |                                                                     |
| 34    | Princ Avenije A                | Universal Film Manufacturing Company | drama           | James J. Corbett i Richard Cummings   | izgubljen                                                           |
| 35    | The Girl in Number 29          | Universal Film Manufacturing Company | drama           | Frank Mayo i Elinor Fair              | izgubljen                                                           |
| 36    | Hitchin' Posts                 | Universal Film Manufacturing Company | drama           | Frank Mayo                            | izgubljen                                                           |
| 37    | Just Pals                      | Fox Film Corporation                 | vestern         | Buck Jones i Helen Ferguson           | Fordov prvi film za Fox                                             |
| 1921. |                                |                                      |                 |                                       |                                                                     |
| 38    | The Big Punch                  | Fox Film Corporation                 | vestern         | Buck Jones i Barbara Bedford          |                                                                     |
| 39    | The Freeze-Out                 | Universal Film Manufacturing Company | vestern         | Harry Carey i Helen Ferguson          | izgubljen                                                           |
| 40    | Pljusks                        | Universal Film Manufacturing Company | vestern         | Harry Carey i Mignonne Golden         | izgubljen                                                           |
| 41    | Desperate Trails               | Universal Film Manufacturing Company | vestern         | Harry Carey i Irene Rich              | izgubljen                                                           |
| 42    | Akcija                         | Universal Film Manufacturing Company | vestern         | Hoot Gibson i Francis Ford            | izgubljen                                                           |
| 43    | Sure Fire                      | Universal Film Manufacturing Company | vestern         | Hoot Gibson i Molly Malone            | izgubljen                                                           |
| 44    | Jackie                         | Fox Film Corporation                 | drama           | Shirley Mason i William Scott         | izgubljen                                                           |
| 1922. |                                |                                      |                 |                                       |                                                                     |
| 45    | Little Miss Smiles             | Fox Film Corporation                 | drama           | Shirley Mason i Gaston Glass          | izgubljen                                                           |
| 46    | Srebrna krila                  | Fox Film Corporation                 | drama           | Mary Carr i Lynn Hammond              | Ford je režirao samo uvod                                           |
| 47    | The Village Blacksmith         | Fox Film Corporation                 | drama           | Will Walling i Virginia True Boardman | Izgubljeni film sa samo osam preostalih rola                        |
| 1923. |                                |                                      |                 |                                       |                                                                     |
| 48    | The Face on the Bar-Room Floor | Fox Film Corporation                 | drama           | Henry B. Walthall i Ruth Clifford     | izgubljen                                                           |
| 49    | Three Jumps Ahead              | Fox Film Corporation                 | vestern         | Tom Mix i Alma Bennett                | izgubljen                                                           |
| 50    | Cameo Kirby                    | Fox Film Corporation                 | drama           | John Gilbert i Gertrude Olmstead      | Prvi film na kojem je potpisan kao John Ford                        |
| 51    | Sjeverno od Hudson Baya        | Fox Film Corporation                 | akcijski film   | Tom Mix i Kathleen Key                | Preživjelo je 40 minuta materijala                                  |
| 52    | Hoodman Blind                  | Fox Film Corporation                 | drama           | David Butler i Gladys Hulette         | izgubljen                                                           |
| 1924. |                                |                                      |                 |                                       |                                                                     |
| 53    | Željezni konj                  | Fox Film Corporation                 | vestern         | George O'Brien i Madge Bellamy        | Ford je ostao nepotpisan                                            |
| 54    | Hearts of Oak                  | Fox Film Corporation                 | drama           | Hobart Bosworth i Pauline Starke      | izugbljen                                                           |
| 1925. |                                |                                      |                 |                                       |                                                                     |
| 55    | Lightnin'                      | Fox Film Corporation                 | komedija        | Jay Hunt i Wallace MacDonald          |                                                                     |
| 56    | Kentucky Pride                 | Fox Film Corporation                 | drama           | Gertrude Astor i Peaches Jackson      |                                                                     |
| 57    | Thank You                      | Fox Film Corporation                 | komedija        | Alec B. Francis i Jacqueline Logan    | izgubljen                                                           |
| 58    | Borbeno srce                   | Fox Film Corporation                 | drama           | George O'Brien i Billie Dove          | izgubljen                                                           |
| 1926. |                                |                                      |                 |                                       |                                                                     |
| 59    | The Shamrock Handicap          | Fox Film Corporation                 | romantični film | Janet Gaynor i Leslie Fenton          | Primjerak filma čuva se u Muzeju moderne umjetnosti                 |
| 60    | 3 Bad Men                      | Fox Film Corporation                 | vestern         | George O'Brien i Olive Borden         |                                                                     |
| 61    | Plavi orao                     | Fox Film Corporation                 | akcijski film   | George O'Brien i Janet Gaynor         | Ford je ostao nepotpisan                                            |
| 1927. |                                |                                      |                 |                                       |                                                                     |
| 62    | Upstream                       | Fox Film Corporation                 | komedija        | Nancy Nash i Earle Foxe               | izgubljen                                                           |

## Zvučni filmovi
| 1928.         |                                        |                                        |                               |                                     | |
| 63            | Mother Machree                         | Fox Film Corporation                   | drama                         | Belle Bennett i Neil Hamilton       | Djelomično zvučni film, a Ford je ostao nepotpisan. Prvi film Johna Waynea s Fordom, iako u manjoj nepotpisanoj ulozi. Preživjele su tri role filma. |
| 64            | Četiri sina                            | Fox Film Corporation                   | drama                         | Margaret Mann i James Hall          | Djelomično zvučni film |
| 65            | Krvnikova kuća                         | Fox Film Corporation                   | drama                         | Victor McLaglen i June Collyer      | Ford je ostao nepotpisan. Nijemi film. |
| 66            | Napoleonov brijač                      | Fox Film Corporation                   | komedija                      | Otto Matieson i Natalie Golitzen    | Kratki zvučni film koji je sad izgubljen. |
| 67            | Riley the Cop                          | Fox Film Corporation                   | komedija                      | J. Farrell MacDonald i Nancy Drexel | Ford je ostao nepotpisan. Nijemi film sa sinkroniziranom glazbenom podlogom.                                                                         |
| 1929.         |                                        |                                        |                               |                                     | |
| 68            | Strong Boy                             | Fox Film Corporation                   | komedija                      | Victor McLaglen i Leatrice Joy      | Nijemi film sa sinkroniziranom glazbenom podlogom.                                                                                                   |
| 69            | The Black Watch                        | Fox Film Corporation                   | epski film                    | Victor McLaglen i Myrna Loy         | |
| 70            | Pozdrav                                | Fox Film Corporation                   | drama                         | George O'Brien i Helen Chandler     | John Wayne je nastupio u nepotpisanoj ulozi. |
| 1930.         |                                        |                                        |                               |                                     | |
| 71            | Muškarci bez žena                      | Fox Film Corporation                   | akcijski film                 | Kenneth MacKenna i Frank Albertson  | |
| 72            | Born Reckless                          | Fox Film Corporation                   | kriminalistički film-komedija | Edmund Lowe i Catherine Dale Owen   | Drugi redatelj je bio Andrew Bennison |
| 73            | Up the River                           | Fox Film Corporation                   | komedija                      | Spencer Tracy i Humphrey Bogart     | Debitantski film za Tracyja i Bogarta |
| 1931.         |                                        |                                        |                               |                                     | |
| 74            | Seas Beneath                           | Fox Film Corporation                   | akcijski film                 | George O'Brien i Marion Lessing     | |
| 75            | The Brat                               | Fox Film Corporation                   | komedija                      | Sally O'Neil i Alan Dinehart        | |
| 76            | Arrowsmith                             | United Artists                         | drama                         | Ronald Colman i Helen Hayes         | Nominiran za najbolji film |
| 1932.         |                                        |                                        |                               |                                     | |
| 77            | Zračna pošta                           | Universal Pictures                     | akcijski film                 | Ralph Bellamy i Gloria Stuart       | |
| 78            | Flesh                                  | Metro-Goldwyn-Mayer                    | drama                         | Wallace Beery i Ricardo Cortez      | Ford je ostao nepotpisan |
| 1933.         |                                        |                                        |                               |                                     | |
| 79            | Hodočašće                              | Fox Film Corporation                   | drama                         | Henrietta Crosman i Heather Angel   | |
| 80            | Doktor Bull                            | Fox Film Corporation                   | komedija                      | Will Rogers i Vera Allen            | |
| 1934.         |                                        |                                        |                               |                                     | |
| 81            | Izgubljena patrola                     | RKO Pictures                           | akcijski film                 | Victor McLaglen i Boris Karloff     | |
| 82            | Svijet ide dalje                       | Fox Film Corporation                   | drama                         | Madeleine Carroll i Franchot Tone   | |
| 83            | Judge Priest                           | Fox Film Corporation                   | komedija                      | Will Rogers i Tom Brown             | |
| 1935.         |                                        |                                        |                               |                                     | |
| 84            | The Whole Town's Talking               | Columbia Pictures                      | komedija                      | Edward G. Robinson i Jean Arthur    | U Ujedinjenom Kraljevstvu objavljen kao Passport to Fame                                                                                             |
| 85            | Doušnik                                | RKO Pictures                           | drama                         | Victor McLaglen i Heather Angel     | Nominiran za najbolji film. Ford je osvojio Oscar za režiju.                                                                                         |
| 86            | Steamboat Round the Bend               | Fox Film Corporation                   | komedija                      | Will Rogers i Anne Shirley          | |
| 1936.         |                                        |                                        |                               |                                     | |
| 87            | Zatvorenik Shark Islanda               | Fox Film Corporation                   | drama                         | Warner Baxter i Gloria Stuart       | |
| 88            | Marija, kraljica Škotske               | RKO Pictures                           | povijesni film                | Katharine Hepburn                   | |
| 89            | The Plough and the Stars               | RKO Pictures                           | drama                         | Barbara Stanwyck i Preston Foster   | |
| 1937.         |                                        |                                        |                               |                                     | |
| 90            | Wee Willie Winkie                      | Fox Film Corporation                   | pustolovni film               | Shirley Temple i Victor McLaglen    | |
| 91            | Uragan                                 | United Artists                         | drama                         | Dorothy Lamour i Jon Hall           | |
| 1938.         |                                        |                                        |                               |                                     | |
| 92            | Pustolovine Marka Pola                 | United Artists                         | drama-pustolovni film         | Gary Cooper i Sigrid Gurie          | Režirao ga je Archie Mayo dok je Ford ostao nepotpisan                                                                                               |
| 93            | Four Men and a Prayer                  | Fox Film Corporation                   | pustolovni film               | Loretta Young i Richard Greene      | |
| 94            | Podmornička patrola                    | Fox Film Corporation                   | pustolovni film               | Richard Greene i Nancy Kelly        | |
| 1939.         |                                        |                                        |                               |                                     | |
| 95            | Poštanska kočija                       | United Artists                         | vestern                       | Claire Trevor i John Wayne          | Fordov prvi zvučni vestern |
| 96            | Mladi g. Lincoln                       | Twentieth Century Fox Film Corporation | povijesni film                | Henry Fonda                         | Nominiran za Oscar za najbolju priču. |
| 97            | Bubnjevi duž Mohawka                   | Twentieth Century Fox Film Corporation | vestern                       | Claudette Colbert i Henry Fonda     | Fordov prvi film u boji |
| 1940.         |                                        |                                        |                               |                                     | |
| 98            | Plodovi gnjeva                         | Twentieth Century Fox Film Corporation | drama                         | Henry Fonda i Jane Darwell          | Ford je osvojio Oscar za režiju, a Darwell za najbolju sporednu glumicu                                                                              |
| 99            | Dugo putovanje kući                    | United Artists                         | drama                         | John Wayne i Thomas Mitchell        | |
| 1941.         |                                        |                                        |                               |                                     | |
| 100           | Duhanski put                           | Twentieth Century Fox Film Corporation | komedija                      | Charley Grapewin i Marjorie Rambeau | |
| 101           | Kako je bila zelena moja dolina        | Twentieth Century Fox Film Corporation | drama                         | Walter Pidgeon i Maureen O'Hara     | Film je osvojio pet Oscara, uključujući najbolji film. Ford je osvojio Oscar za režiju                                                               |
| 1942.         |                                        |                                        |                               |                                     | |
| 102           | Torpedo Squadron                       | Američka mornarica                     | dokumentarac                  |                                     | |
| 103           | Sex Hygiene                            | Američka vojska                        | dokumentarac                  | George Reeves i Richard Derr        | |
| 104           | The Battle of Midway                   | Odbor za ratne aktivnosti              | dokumentarac                  | Donald Crisp i Henry Fonda          | Film je osvojio Oscar za najbolji dokumentarac |
| 1943.         |                                        |                                        |                               |                                     | |
| 105           | December 7th                           |                                        | dokumentarac                  |                                     | Film je osvojio Oscar za najbolji kratkometražni dokumentarac                                                                                        |
| 106           | We Sail at Midnight                    |                                        | dokumentarac                  |                                     | Ford je ostao nepotpisan |
| 1945.         |                                        |                                        |                               |                                     | |
| 107           | They Were Expendable                   | MGM                                    | ratni film                    | Robert Montgomery i John Wayne      | Nominiran za dva Oscara - najbolje vizualne efekte i najbolji zvuk                                                                                   |
| 1946.         |                                        |                                        |                               |                                     | |
| 108           | Moja draga Klementina                  | Twentieth Century Fox Film Corporation | vestern                       | Henry Fonda i Linda Darnell         | |
| 1947.         |                                        |                                        |                               |                                     | |
| 109           | Bjegunac                               | RKO Pictures                           | drama                         | Henry Fonda i Dolores del Río       | |
| 1948.         |                                        |                                        |                               |                                     | |
| 110           | Fort Apache                            | RKO Pictures                           | vestern                       | John Wayne i Henry Fonda            | |
| 111           | 3 kuma                                 | MGM                                    | vestern                       | John Wayne i Harry Carey Jr.        | |
| 1949.         |                                        |                                        |                               |                                     | |
| 112           | Pinky                                  | Twentieth Century Fox Film Corporation | drama                         | Jeanne Crain i Ethel Barrymore      | Ford je bio originalni redatelj, ali je nakon tjedan dana zamijenjen Elijom Kazanom                                                                  |
| 113           | Nosila je žutu vrpcu                   | RKO Pictures                           | vestern                       | John Wayne i Joanne Dru             | |
| 1950.         |                                        |                                        |                               |                                     | |
| 114           | When Willie Comes Marching Home        | Twentieth Century Fox Film Corporation | komedija                      | Dan Dailey i Corinne Calvet         | |
| 115           | Wagon Master                           | RKO Pictures                           | vestern                       | Ben Johnson i Harry Carey Jr.       | |
| 116           | Rio Grande                             | Republic Pictures                      | vestern                       | John Wayne i Maureen O'Hara         | |
| 1951.         |                                        |                                        |                               |                                     | |
| 117           | This Is Korea!                         |                                        | dokumentarac                  |                                     | |
| 1952.         |                                        |                                        |                               |                                     | |
| 118           | Mirni čovjek                           | Republic Pictures                      | romantična komedija           | John Wayne i Maureen O'Hara         | Ford je osvojio Oscar za najbolju režiju. Film je osvojio i nagradu za najbolju fotografiju, a bio je nominiran u pet drugih kategorija.             |
| 119           | Cijena slave                           | Twentieth Century Fox Film Corporation | ratni film                    | James Cagney i Corinne Calvet       | |
| 1953.         |                                        |                                        |                               |                                     | |
| 120           | The Sun Shines Bright                  |                                        |                               |                                     | |
| 121           | Mogambo                                | MGM                                    | pustolovni film               | Clark Gable i Ava Gardner           | |
| 1955.         |                                        |                                        |                               |                                     | |
| 122           | Duga siva linija                       | Columbia Pictures                      | drama                         | Tyrone Power i Maureen O'Hara       | |
| 123           | Gospodin Roberts                       | Warner Bros.                           | komedija-\|drama              | Henry Fonda i James Cagney          | Zamijenjen Mervynom LeRoyem |
| 124           | The Bamboo Cross                       |                                        |                               |                                     | TV film |
| 1956.         |                                        |                                        |                               |                                     | |
| 125           | Tragači                                | Warner Bros.                           | vestern                       | John Wayne i Jeffrey Hunter         | |
| 1957.         |                                        |                                        |                               |                                     | |
| 126           | Orlova krila                           | MGM                                    | drama                         | John Wayne i Maureen O'Hara         | |
| 127           | The Rising of the Moon                 | Warner Bros.                           | komedija-drama                | Tyrone Power                        | |
| 1958.         |                                        |                                        |                               |                                     | |
| 128           | Gideonov dan                           | Columbia Pictures                      | kriminalistički film          | Jack Hawkins                        | Američki naslov: Gideon of Scotland Yard |
| 129           | The Last Hurrah                        | Columbia Pictures                      | drama                         | Spencer Tracy i Jeffrey Hunter      | |
| 1959.         |                                        |                                        |                               |                                     | |
| 130           | Koreja                                 |                                        | dokumentarac                  |                                     | |
| 131           | Konjanici                              | United Artists                         | vestern                       | John Wayne i William Holden         | |
| 1960.         |                                        |                                        |                               |                                     | |
| 132           | Narednik Rutledge                      | Warner Bros.                           | vestern                       | Woody Strode i Jeffrey Hunter       | |
| *             | Alamo                                  | United Artists                         | vestern                       | John Wayne i Richard Widmark        | * Ford je bio samo pomoćni redatelj. Često ga navode kao nepotpisanog suredatelja.                                                                   |
| 1961.         |                                        |                                        |                               |                                     | |
| 133           | Two Rode Together                      | Columbia Pictures                      | vestern                       | James Stewart i Richard Widmark     | |
| 1962.         |                                        |                                        |                               |                                     | |
| 134           | Čovjek koji je ubio Libertyja Valancea | Paramount Pictures                     | vestern                       | John Wayne i James Stewart          | |
| 135           | Kako je osvojen zapad                  | MGM                                    | vestern                       | John Wayne i James Stewart          | Segment o Građanskom ratu |
| 1963.         |                                        |                                        |                               |                                     | |
| 136           | Donovanov greben                       | Paramount Pictures                     | akcijski film                 | John Wayne i Elizabeth Allen        | |
| 1964.         |                                        |                                        |                               |                                     | |
| 137           | Jesen Čejena                           | Warner Bros.                           | vestern                       | Richard Widmark i Carroll Baker     | |
| 1965.         |                                        |                                        |                               |                                     | |
| 138           | Mladi Cassidy                          |                                        |                               |                                     | Ford je ostao nepotpisan |
| 1966.         |                                        |                                        |                               |                                     | |
| 139           | 7 žena                                 | MGM                                    | drama                         | Anne Bancroft i Margaret Leighton   | Fordov posljednji dugometražni film |
| 1966. – 1971. |                                        |                                        |                               |                                     | |
| 140           | Chesty: A Tribute to a Legend          |                                        | dokumentarac                  |                                     | |

### Dokumentarci o Fordu
- Directed by John Ford (1971.) režirao Peter Bogdanovich, pripovjedač Orson Welles
- Directed by John Ford (2006.) restaurirana produžena verzija premijerno prikazana na Turner Classic Movies 7. studenog 2006.

## Vanjske poveznice
- John Ford u internetskoj bazi filmova IMDb-u (engl.)